# Toulon (quận)
Quận  Toulon là một quận của Pháp, nằm ở tỉnh Var, ở Provence-Alpes-Côte d'Azur. Quận này có 22 tổng và 34 xã. 

## Các đơn vị hành chính

### Các tổng
Các tổng của quận Toulon là: 
1. Le Beausset
2. Collobrières
3. La Crau
4. Cuers
5. La Garde
6. Hyères-Est
7. Hyères-Ouest
8. Ollioules
9. Saint-Mandrier-sur-Mer
10. La Seyne-sur-Mer
11. Six-Fours-les-Plages
12. Solliès-Pont
13. Toulon 1st Canton
14. Toulon 2nd Canton
15. Toulon 3rd Canton
16. Toulon 4th Canton
17. Toulon 5th Canton
18. Toulon 6th Canton
19. Toulon 7th Canton
20. Toulon 8th Canton
21. Toulon 9th Canton
22. La Valette-du-Var

### Các xã
Các xã của quận Toulon, và mã INSEE  là: 
| 1. Bandol (83009)                | 2. Belgentier (83017)              | 3. Bormes-les-Mimosas (83019) | 4. Carnoules (83033)           |
| 5. Carqueiranne (83034)          | 6. Collobrières (83043)            | 7. Cuers (83049)              | 8. Hyères (83069)              |
| 9. La Cadière-d'Azur (83027)     | 10. La Crau (83047)                | 11. La Farlède (83054)        | 12. La Garde (83062)           |
| 13. La Londe-les-Maures (83071)  | 14. La Seyne-sur-Mer (83126)       | 15. La Valette-du-Var (83144) | 16. Le Beausset (83016)        |
| 17. Le Castellet (83035)         | 18. Le Lavandou (83070)            | 19. Le Pradet (83098)         | 20. Le Revest-les-Eaux (83103) |
| 21. Ollioules (83090)            | 22. Pierrefeu-du-Var (83091)       | 23. Puget-Ville (83100)       | 24. Riboux (83105)             |
| 25. Saint-Cyr-sur-Mer (83112)    | 26. Saint-Mandrier-sur-Mer (83153) | 27. Sanary-sur-Mer (83123)    | 28. Signes (83127)             |
| 29. Six-Fours-les-Plages (83129) | 30. Solliès-Pont (83130)           | 31. Solliès-Toucas (83131)    | 32. Solliès-Ville (83132)      |
| 33. Toulon (83137)               | 34. Évenos (83053)                 |                               |                                |